# Joseph von Anders
Joseph Freiherr von Anders, avstrijski general, * 14. september 1795, † 28. april 1869.

## Življenjepis
Leta 1813 je končal študij prava na Univerzi v Lembergu, nakar je kot kadet vstopil v Polk Bianchi. Še istega leta je bil povišan v Fähnricha. Leta 1817 je bil kot poročnik dodeljen Generalnemu oskrbovalnemu štabu Pionirskega korpusa. V tem času je bil tudi učitelj Štefana Franca Viktorja Avstrijskega.
Leta 1841 je bil kot polkovnik imenovan za poveljnika Polka Prinz Wasa.
Pomemben je tudi za avstrijsko vojaško-zgodovinsko historiografijo, saj je napisal dve knjigi: Darstellung des Treffens von Ebelsberg (1809) in Geschichte des Feldzugs in Tyrol (1809).

## Pregled vojaške kariere
Napredovanja
- kadet: 1813
- Fähnrich: 1813
- poročnik: 1817
- nadporočnik: 1823
- stotnik: 1829
- major: 1836
- podpolkovnik: 1839
- polkovnik: 1841
- generalmajor: 27. marec 1848
- podmaršal: 22. julij 1849